# 신구문학논쟁
신구문학논쟁(Quarrel of the Ancients and the Moderns, 영어: querelle des Anciens et des Modernes)은 17세기 말에서 18세기 초에 프랑스를 뜨겁게 달군 문학논쟁이다.
1687년 페로는 아카데미 프랑세즈에서 근대시인은 고대 그리스·로마 시인보다 뛰어나다고 선언한 시를 발표해서 약 30년에 걸친 본격적인 논쟁을 불러일으켰다. 르네상스 이래의 고대인 숭배에 대한 반역이며 또한 이것은 17세기 과학의 진보와 대작가의 배출을 배경으로 하고 있다. 논쟁 그 자체는 유치하지만 정신의 무한한 진보사상에 의하여 18세기의 시작을 알린다. 근대파에는 퐁트넬이 있고 고대파에 보왈로, 라 브뤼예르 등이 있다.

## 같이 보기
- 고전주의
- 두 문화
- 매슈 아널드
- 장자크 루소